# Robin de Redesdale
Robin de Redesdale est le chef d'une rébellion contre le roi Édouard IV d'Angleterre en 1469. Sa véritable identité est incertaine mais il s'agit peut-être de John Conyers ou de ses fils John et William Conyers, ou même des trois. Qui qu'il soit, l'orchestrateur de la rébellion était Richard Neville, 16e comte de Warwick, le Faiseur de rois.
En avril 1469, la rébellion de Redesdale éclate dans le Nord de l'Angleterre. Les rebelles sont défaits par John Neville, 1er comte de Northumberland et frère de Warwick, mais d'autres troupes viennent s'ajouter aux rebelles, qui dénoncent le gouvernement d'Édouard IV, demandant qu'il écarte du pouvoir les Woodville, parents de son épouse Élisabeth Woodville.
Le 26 juillet 1469, l'armée rebelle bat celle d'Édouard à la bataille d'Edgecote Moor. Robin serait selon les rumeurs mort dans la bataille, ce qui l'identifierait au jeune John Conyers qui a été tué à Edgecote. Cependant, ses prérogatives semblent avoir été assumées, apparemment par son père John Conyers, lorsque Warwick se rebelle à nouveau en mars 1470. Ce second Robin de Redesdale se soumet à Édouard IV peu après la bataille de Losecoat Field.